# Dipseliopoda
Dipseliopoda är ett släkte av tvåvingar. Dipseliopoda ingår i familjen lusflugor.

## Arter inomDipseliopoda[1]
- Dipseliopoda arcuata
- Dipseliopoda biannulata
- Dipseliopoda setosa